# Awdal
Awdal er en officiel territorial enhed i det nordvestlige Somalia, hvor hovedbyen er Boorama. Awdal grænser op til Etiopien, Djibouti og den somaliske territoriale enhed Woqooyi Galbeed samt Adenbugten.
10°48′3″N 43°21′7″Ø / 10.80083°N 43.35194°Ø